# Slávia UK Bratislava (basketbal)
Slávia UK Bratislava (celým názvem: Slávia Univerzita Komenského Bratislava) byl slovenský univerzitní basketbalový klub, který sídlil v Bratislavě ve stejnojmenném kraji. Oddíl patřil pod patronát Univerzity Komenského v Bratislavě. Založen byl v roce 1935 pod názvem VŠ Bratislava. Za éry prvního slovenského státu se stal klub třikrát mistrem Slovenska. Po znovu sloučení pod jeden stát byla Slávia častým účastníkem mužské nejvyšší soutěže. Ženské družstvo působilo nejčastěji v nižších soutěžích. Zaniká v roce 1995 po fúzi s Lokomotívou Bratislava do nově vytvořeného subjektu Lokomotíva Slávia UK Bratislava. Klubové barvy byly červená a bílá.
Své domácí zápasy odehrával v hale na Domkárskej ulici.

## Historické názvy
Zdroj: 
- 1935 – VŠ Bratislava (Vysoké školy Bratislava)
- 1952 – Náuka Bratislava
- 1953 – Slávia Pedagóg Bratislava
- 1954 – Slávia Bratislava
- 1960 – Slávia VŠ Bratislava (Slávia Vysoké školy Bratislava)
- 197? – Slávia SVŠT Bratislava (Slávia Slovenská vysoká škola technická Bratislava)
- 199? – Slávia UK Bratislava (Slávia Univerzita Komenského Bratislava)

## Získané trofeje
- Slovenská liga ( 3× )
  - 1941/42, 1942/43, 1943/44

## Umístění v jednotlivých sezonách

### Umístění mužů
Zdroj: 
Legenda: ZČ - základní část, červené podbarvení - sestup, zelené podbarvení - postup, fialové podbarvení - reorganizace, změna skupiny či soutěže
| Slovensko (1941 – 1945)      |                           |           |                   |           |                      |
| Sezóna                       | Název v ročníku           | Úroveň    | Soutěž            | ZČ        | Play-off             |
| 1941/42                      | VŠ Bratislava             | 1. úroveň | Slovenská liga    | 1. místo  |                      |
| 1942/43                      | VŠ Bratislava             | 1. úroveň | Slovenská liga    | 1. místo  |                      |
| 1943/44                      | VŠ Bratislava             | 1. úroveň | Slovenská liga    | 1. místo  |                      |
| 1944/45                      | VŠ Bratislava             | 1. úroveň | Slovenská liga    | –. místo  | Neodehráno           |
| Československo (1945 – 1987) |                           |           |                   |           |                      |
| Sezóna                       | Název v ročníku           | Úroveň    | Soutěž            | ZČ        | Play-off             |
| 1945/46                      | VŠ Bratislava             | 1. úroveň | Státní liga (ČSR) | 2. místo  |                      |
| 1946/47                      | VŠ Bratislava             | 1. úroveň | Státní liga       | 3. místo  |                      |
| 1947/48                      | VŠ Bratislava             | 1. úroveň | Státní liga       | 2. místo  |                      |
| 1948/49                      | VŠ Bratislava             | 1. úroveň | Státní liga       | 5. místo  |                      |
| 1949/50                      | VŠ Bratislava             | 1. úroveň | Státní liga       | 5. místo  |                      |
| 1950/51                      | VŠ Bratislava             | 1. úroveň | Státní liga       | 5. místo  | Vyloučení ze soutěže |
| ...                          |                           |           |                   |           |                      |
| 1952                         | Náuka Bratislava          | 1. úroveň | Mistrovství ČSR   | 6. místo  |                      |
| 1953                         | Slávia Pedagóg Bratislava | 1. úroveň | Mistrovství ČSR   | 5. místo  |                      |
| 1953/54                      | Slávia Bratislava         | 1. úroveň | Přebor ČSR        | 4. místo  |                      |
| 1954/55                      | Slávia Bratislava         | 1. úroveň | Přebor ČSR        | 3. místo  |                      |
| 1955/56                      | Slávia Bratislava         | 1. úroveň | 1. liga           | 3. místo  |                      |
| 1956/57                      | Slávia Bratislava         | 1. úroveň | 1. liga           | 6. místo  |                      |
| 1957/58                      | Slávia Bratislava         | 1. úroveň | 1. liga           | 3. místo  |                      |
| 1958/59                      | Slávia Bratislava         | 1. úroveň | 1. liga           | 3. místo  |                      |
| 1959/60                      | Slávia Bratislava         | 1. úroveň | 1. liga           | 7. místo  |                      |
| 1960/61                      | Slávia VŠ Bratislava      | 1. úroveň | 1. liga           | 10. místo |                      |
| 1961/62                      | Slávia VŠ Bratislava      | 1. úroveň | 1. liga           | 7. místo  |                      |
| 1962/63                      | Slávia VŠ Bratislava      | 1. úroveň | 1. liga           | 10. místo |                      |
| 1963/64                      | Slávia VŠ Bratislava      | 1. úroveň | 1. liga           | 14. místo | Sestup               |
| ...                          |                           |           |                   |           |                      |
| 1965/66                      | Slávia VŠ Bratislava      | 1. úroveň | 1. liga           | 7. místo  |                      |
| 1966/67                      | Slávia VŠ Bratislava      | 1. úroveň | 1. liga           | 6. místo  |                      |
| 1967/68                      | Slávia VŠ Bratislava      | 1. úroveň | 1. liga           | 5. místo  |                      |
| 1968/69                      | Slávia VŠ Bratislava      | 1. úroveň | 1. liga           | 5. místo  |                      |
| 1969/70                      | Slávia VŠ Bratislava      | 1. úroveň | 1. liga           | 10. místo | Sestup               |
| ...                          |                           |           |                   |           |                      |
| 1983/84                      | Slávia SVŠT Bratislava    | 1. úroveň | 1. liga           | 14. místo |                      |
| 1984/85                      | Slávia SVŠT Bratislava    | 1. úroveň | 1. liga           | 10. místo |                      |
| 1985/86                      | Slávia SVŠT Bratislava    | 1. úroveň | 1. liga           | 7. místo  |                      |
| 1986/87                      | Slávia SVŠT Bratislava    | 1. úroveň | 1. liga           | 12. místo | Sestup               |

### Umístění žen
Zdroj: 
Legenda: ZČ - základní část, červené podbarvení - sestup, zelené podbarvení - postup, fialové podbarvení - reorganizace, změna skupiny či soutěže
| Československo (1953 – 1957) |                   |           |                 |           |          |
| Sezóna                       | Název v ročníku   | Úroveň    | Soutěž          | ZČ        | Play-off |
| 1953/54                      | Slávia Bratislava | 1. úroveň | Mistrovství ČSR | 8. místo  |          |
| 1954/55                      | Slávia Bratislava | 1. úroveň | Mistrovství ČSR | 8. místo  |          |
| 1955/56                      | Slávia Bratislava | 1. úroveň | 1. liga         | 7. místo  |          |
| 1956/57                      | Slávia Bratislava | 1. úroveň | 1. liga         | 12. místo | Sestup   |